# 2006年7月逝世人物列表
2006年逝世人物列表：1月 - 2月 - 3月 - 4月 - 5月 - 6月 - 7月 - 8月 - 9月 - 10月 - 11月 - 12月
2006年7月逝世人物列表，是用於匯總2006年7月期間逝世人物的列表。

## 依日期排序

### 1日
- 翁貝托·阿布隆齊諾（Umberto Abronzino），85歲，義大利出生的美國球員，美國國家足球名人堂成員。[1]
- 邁克爾·巴頓（Michael Barton），91歲，英國薩里板球運動員和總統。[2]
- 埃德溫·布羅德里克（Edwin Broderick），89歲，紐約州奧爾巴尼的美國羅馬天主教主教，天主教救濟服務主任。[3]
- 威利·丹森（Willie Denson），69歲，美國歌手和詞曲作者（“Mama Said”），肺癌。[4]
- 歐文·格林（Irving Green），90歲，美國唱片業高管，水星唱片公司（Mercury Records）聯合創始人。[5]
- 橋本龍太郎，68歲，日本政治家，日本首相（1996-1998）。[6]
- Jabron Hashmi，24歲，英國士兵，第一位在“反恐戰爭”中喪生的英國穆斯林。[7]
- 路易士·雅各斯（Louis Jacobs），85歲，英國拉比，Masorti運動的創始人。[8]
- 優素福·汗（Yousuf Khan），70歲，印度足球運動員，代表印度參加1960年夏季奧運會，心臟病發作。[9]
- 羅伯特·萊皮克森（Robert Lepikson），54歲，愛沙尼亞商人和政治家。[10]
- 羅德里克·麥克利什（Roderick MacLeish），80歲，美國記者、作家和電影製片人。[11]
- 帕德瑪卡爾·潘迪特（Padmakar Pandit），71歲，印度板球裁判。[12]
- 菲力浦·里夫（Philip Rieff），83歲，美國社會學家和作家。[13]
- 弗雷德·特魯曼（Fred Trueman），75歲，英國和約克郡板球運動員，肺癌。[14]

### 2日
- 塞西莉亞·科爾（Cecilia Cole），86歲，甘比亞政治家，年老。[15]
- 莫裡斯·福克斯-斯特朗威斯，第九代伊爾切斯特伯爵，86歲，英國貴族和工程師，上議院議員和英國皇家空軍上尉。[16]
- 巴拉茲·霍瓦特，64歲，匈牙利政治家，前內政部長，肺癌。[17]
- 赫蒂·萊維茨（Herty Lewites），65歲，尼加拉瓜總統候選人。[18]
- Jan Murray，89歲，美國羅宋湯帶喜劇演員。[19][20]
- 蒂霍米尔·奥格尼亚诺夫，79歲，塞爾維亞足球運動員，南斯拉夫，參加了1950年國際足聯世界盃。[21]
- 瓊·奎內爾（Joan Quennell），82歲，1960年至1974年彼得斯菲爾德的英國保守黨議員。[22]
- 阿納托爾·舒布（Anatole Shub），78歲，美國記者和俄羅斯作家。肺炎併發症和中風。[23]
- 傑弗里·沃瑟曼（Jeffrey Wasserman），59歲，美國畫家。[24]

### 3日
- 馬克·奧布里·丁尼生，第五代丁尼生男爵，86歲，英國貴族，詩人丁尼生勳爵的曾孫。[25]
- 90歲的法蘭西斯·卡馬茨（Francis Cammaerts）是英國特種作戰執行局（SOE）特工，領導了30,000名法國抵抗戰士。[26]
- 迪克·迪基（Dick Dickey），79歲，波士頓塞爾特人隊和北卡羅來納州立大學的美國籃球運動員。[27]
- 格哈德·菲舍爾（Gerhard Fischer），84歲，挪威出生的德國外交官。[28]
- 約瑟夫·戈根（Joseph Goguen），65歲，加州大學聖地牙哥分校的美國計算機科學家。[29]
- 本傑明·亨德里克森（Benjamin Hendrickson），55歲，美國演員（《世界轉動時》），槍擊自殺。[30]
- Wilbert Hopper，73歲，加拿大商人，加拿大石油公司總裁、首席執行官兼董事長。[31]
- 格溫·鐘斯（Gwyn Jones），89歲，威爾士物理學家和公務員。[32]
- 洛林·亨特·利伯森（Lorraine Hunt Lieberson），52歲，美國女中音歌劇歌手，乳腺癌患者。[33]
- 拉尔斯·科瓦尔（Lars Korvald），90歲，挪威政治家，挪威首相。[34]
- 卡羅爾·馬瑟爵士，87歲，英國保守黨議員。[35]
- Nimrod Ping，58歲，英國政治家，布萊頓市議員。丙型肝炎引起的肝病併發症[36]
- 傑克·史密斯（Jack Smith），92歲，美國音樂家，白血病《你問了》的主持人。[37]
- 喬·韋弗（Joe Weaver），71歲，美國音樂家，Blue Note Orchestra的負責人，早期Tamla會議的音樂家，中風。[38]

### 4日
- 約翰·欣德（John Hinde），94歲，澳大利亞影評人和記者。[39]
- Norbert Kerckhove，73歲，比利時自行車手。[40]
- 多蘿西·海登·特魯斯科特（Dorothy Hayden Truscott），80歲，美國世界冠軍橋牌選手和作家，帕金森病併發症。[41]
- Jean-François d'Orgeix，85歲，法國馬術運動員，演員和奧運獎牌得主，交通事故。[42]

### 5日
- 芭芭拉·奧爾布賴特（Barbara Albright），51歲，美國食品和針織書籍作家，腦瘤。[43]
- 格特·弗雷德里克森（Gert Fredriksson），86歲，瑞典皮划艇運動員，瑞典最成功的奧運選手，癌症。[44]
- 劉易斯·格魯克斯曼（Lewis Glucksman），80歲，美國金融巨頭雷曼兄弟（Lehman Brothers）的美國負責人。[45]
- 漢斯·格莫澤（Hans Gmoser），73歲，出生於奧地利，是直升機滑雪公司的創始人。[46]
- 肯尼斯·萊（Kenneth Lay），64歲，美國商人，美國能源公司安然公司首席執行官，後來被判犯有欺詐罪，心臟病發作。[47]
- Don Lusher，82歲，英國爵士長號手和樂隊領隊。[48]
- 保羅·尼爾森（Paul Nelson），69歲，美國搖滾評論家，曾為滾石樂隊工作，並在為水星唱片公司工作時與紐約娃娃隊簽約。[49]
- Amzie Strickland，87歲，美國女演員。[50]
- Sione ʻUluvalu Ngū Takeivūlai Tukuʻaho王子，56歲，湯加Tuʻi Pelehake，交通事故。[51]

### 6日
- 胡安·德·阿瓦洛斯（Juan de Ávalos），94歲，西班牙雕塑家，心臟病發作。[52]
- 拉爾夫·金茨伯格（Ralph Ginzburg），76歲，美國出版商，在1960年代與多發性骨髓瘤進行了兩次第一修正案的鬥爭。[53]
- Al Hodge，55歲，英國康沃爾搖滾吉他手和詞曲作者，癌症。[54]
- 約翰·馬諾斯（John Manos），83歲，美國和俄亥俄州法官43年。[55]
- 胡安·巴勃羅·雷貝拉（Juan Pablo Rebella），32歲，烏拉圭電影導演，自殺。[56]
- 凱西·羅傑斯（Kasey Rogers），80歲，美國女演員（Bewitched）和越野摩托車賽車手，中風。[57]
- E. S. Turner，96歲，英國歷史學家和記者。[58]
- 湯姆·威爾（Tom Weir），91歲，蘇格蘭登山者，作家和廣播員。[59]

### 7日
- 路易斯·巴拉甘（Luis Barragan），34歲，美國商人和慈善家，1-800-Mattress總裁，溺水身亡。[60]
- 西德·巴雷特（Syd Barrett），60歲，英國音樂家（平克·弗洛德（Pink Floyd），糖尿病。[61]
- 魯迪·卡雷爾（Rudi Carrell），71歲，荷蘭出生的電視藝人，在德國最活躍，肺癌。[62]
- 多蘿西婭·丘奇（Dorothea Church），83歲，非裔美國模特，巴黎第一位成功的黑人模特。[63]
- 約翰·華納·菲茨傑拉德（John Warner Fitzgerald），81歲，美國律師，密歇根州最高法院首席大法官。[64]
- 埃利亚斯·赫拉维（Elias Hrawi），79歲，黎巴嫩政治家，黎巴嫩總統（1989-98），癌症。[65]
- 迪娜·卡明斯卡婭（Dina Kaminskaya），87歲，俄羅斯律師，為蘇聯持不同政見者辯護。[66]
- 尤金·庫爾茨（Eugene Kurtz），82歲，美國作曲家。[67]
- 約翰·莫尼（John Money），84歲，紐西蘭出生的心理學家，約翰霍普金斯大學（Johns Hopkins University）的性研究員，患有帕金森病。[68]
- Mícheál Ó Domhnaill，53歲，Bothy樂隊的愛爾蘭音樂家。[69]
- 埃裡克·肖普勒（Eric Schopler），79歲，德國出生的美國心理學家，以其在自閉症治療和癌症方面的開創性工作而聞名。[70]
- 弗蘭克·P·蔡德勒（Frank P. Zeidler），93歲，美國政治家，密爾沃基市長（1948-1960），美國社會黨最後一位主要城市市長。[71]
- Govindappa Venkataswamy，87歲，印度眼科醫生，Aravind眼科醫院創始人。

### 8日
- 喬治·阿爾比（George Albee），84歲，美國心理學家，美國心理學會前主席。[72]
- 瓊·艾莉森，88歲，美國女演員、舞蹈家和歌手，肺呼吸衰竭和急性支氣管炎。[73]
- 邁克爾·巴雷特（Michael Barrett），79歲，愛爾蘭政治家。[74]
- 埃裡克·貝德福德（Eric Bedford），78歲，澳大利亞政治家，1976年至1985年在新南威爾士州擔任Wran政府部委成員。[75]
- Franco Belgiorno-Nettis，91歲，澳大利亞實業家和藝術贊助人，澳大利亞最大的工程和建築公司Transfield Holdings的創始人。[76]
- 大卫·布拉特（David Bright），49歲，美國水下探險和沉船研究者，因減壓病導致心臟驟停。[77]
- 安娜·瑪麗亞·坎波伊（Ana María Campoy），80歲，阿根廷女演員，肺炎。[78]
- 理查·戈勒姆爵士，88歲，百慕達商人和政治家。[79]
- 彼得·霍金斯（Peter Hawkins），82歲，英國演員和配音藝術家 - 花盆人，帕格沃什船長和達萊克斯的配音。[80]
- 凱薩琳·勒羅伊（Catherine Leroy），60歲，法國攝影記者，以報導越南戰爭而聞名，肺癌。[81]
- Raja Rao，97歲，印度小說家（Kanthapura）。[82]
- 傑西·西蒙斯（Jesse Simons），88歲，美國勞動仲裁員，心力衰竭。[83]
- 多蘿西·烏納克（Dorothy Uhnak），76歲，美國女警，小說家。[84]

### 9日
- 克裡斯·德雷克（Chris Drake），82歲，美國演員。[85]
- 弗雷德·愛潑斯坦（Fred Epstein），68歲，美國小兒神經外科醫生，他開發了治療腫瘤、黑色素瘤的新方法。[86]
- 阿卜杜勒·穆尼姆·馬德布利，84歲，埃及喜劇演員和劇作家，充血性心力衰竭。[87]
- Ireneusz Paliński，74歲，波蘭舉重運動員，奧運會冠軍（1960年）。[88]
- 27歲的英國政治活動家艾倫·塞尼特（Alan Senitt）被刺傷。[89]
- 喬治·霍普金斯·威廉姆斯二世，91歲，美國航空歷史學家。[90]
- Milan Williams，58歲，美國鍵盤手，R&B/funk樂隊Commodores的創始成員，癌症。[91]
- Michael Zinzun，57歲，美國前黑豹和反警察活動家。[92]

### 10日
- 沙米尔·巴萨耶夫（Shamil Basayev），41歲，車臣叛軍領導人和恐怖分子，爆炸。[93]
- 倫納特·布拉德（Lennart Bladh），86歲，瑞典政治家，1974年至1985年擔任議會議員。[94]
- 湯米·布魯斯（Tommy Bruce），68歲，英國歌手（“Ain't Misbehavin'”）。[95]
- 羅伯特·福默頓（Robert Fumerton），93歲，加拿大夜間戰鬥機王牌，二戰最佳射手。[96]
- 雷蒙德·弗內爾（Raymond Furnell），71歲，1994年至2003年擔任英國約克學院院長，癌症。[97]
- 艾哈邁德·納迪姆·卡西米（Ahmad Nadeem Qasimi），89歲，巴基斯坦烏爾都語詩人、作家、評論家和記者，出版了50本書。[98]
- Ruth Schönthal，82歲，德國出生的古典鋼琴家和作曲家。[99][100][101]
- 弗雷德·萬德（Fred Wander），89歲，奧地利作家和大屠殺倖存者。[102]

### 11日
- 凱西·奧古斯丁（Kathy Augustine），50歲，美國政治家，內華達州州長，內華達州第一位被彈劾的內華達州官員，被謀殺。[103][104]
- 菲利斯·貝克（Phyllis Baker），69歲，美國棒球運動員（全美女子職業棒球聯盟）。[105]
- 約翰·科萊塔（John Coletta），74歲，英國音樂經理和音樂製作人，曾任Deep Purple和Whitesnake的經理。[106]
- 傑拉爾德·吉德維茨（Gerald Gidwitz），99歲，美國化妝品高管，海倫·柯蒂斯（Helene Curtis）的聯合創始人，充血性心力衰竭。[107][108]
- 巴納德·休斯（Barnard Hughes），90歲，美國演員（Tron，Doc Hollywood，The Lost Boys），托尼獎得主（1978年）。[109][110]
- Fortunato Libanori，72歲，義大利大獎賽摩托車公路賽車手。[111]
- 比爾·米勒（Bill Miller），91歲，弗蘭克·辛納屈（Frank Sinatra）的美國鋼琴家，心臟病發作。[112][113]
- 德里克·奧布萊恩（Derrick O'Brien），31歲，美國被定罪的殺人犯，注射死刑。[114]
- 布朗溫·奧利弗（Bronwyn Oliver），47歲，澳大利亞雕塑家，自殺。[115]
- 約翰·史賓塞（John Spencer），71歲，英國前世界斯诺克冠軍，胃癌。[116][117]
- 菲力浦·塔克拉（Philippe Takla），91歲，黎巴嫩政治家、律師和外交官，黎巴嫩外交部長。[118][119]

### 12日
- 洛基·巴頓（Rocky Barton），49歲，美國被定罪的殺人犯，注射死刑。[120]
- 库尔特·布鲁格（Kurt Kreuger），89歲，瑞士裔德國演員（《撒哈拉沙漠》《下面的敵人》），中風。[121][122][123]
- 休伯特·蘭波（Hubert Lampo），85歲，比利時作家。[124]
- Loredana Nusciak，64歲，義大利女演員（Django，大屠殺的一萬美元）和模特。[125]

### 13日
- Red Buttons，87歲，美國喜劇演員和演員（Sayonara，The Longest Day，Pete's Dragon），奧斯卡獎得主（1958年），血管疾病。[126]
- 帕梅拉·庫珀（Pamela Cooper），95歲，英國難民活動家，以與巴勒斯坦人合作而聞名。[127]
- 約翰·利特爾頓，第11代科巴姆子爵，63歲，英國貴族。[128]
- 安赫爾·蘇基亞·戈伊科切亞（Ángel Suquía Goicoechea），89歲，西班牙馬德里大主教。[129]
- 湯瑪斯·扎利夫斯基（Tomasz Zaliwski），75歲，波蘭演員。[130]

### 14日
- 安東尼·凱夫·布朗（Anthony Cave Brown），77歲，英國間諜歷史學家。[131]
- 湯姆·弗萊姆（Tom Frame），英國漫畫書作家，癌症。[132]
- 海因里希·海德斯伯格（Heinrich Heidersberger），100歲，德國攝影師。[133]
- 威廉·拉什三世（William Lash III），45歲，美國商務部助理部長，喬治梅森大學教授，被槍殺。[134]
- Carrie Nye，69歲，美國女演員（《半個六便士》《指路明燈》《驚悚秀》），肺癌。[135][136]
- Len Teeuws，79歲，美式橄欖球運動員（洛杉磯公羊隊，芝加哥紅雀隊）。[137]
- 亞歷山大·沃伊特凱維奇（Aleksander Wojtkiewicz），43歲，波蘭國際象棋特級大師，腸穿孔和出血。[138][139]

### 15日
- 羅伯特·布魯克斯（Robert H. Brooks），69歲，美國Hooters of America董事長，自然原因。[140]
- 約翰·約瑟夫·菲茨派翠克（John Joseph Fitzpatrick），87歲，加拿大布朗斯維爾主教20年。[141]
- Howdy Groskloss，100歲，美國職業棒球運動員，美國職業棒球大聯盟最年長的球員。[142]
- 肯尼斯·洛赫黑德（Kenneth Lochhead），80歲，加拿大藝術家，曾是里賈納五人組的成員，患有結直腸癌。[143]
- 詹姆斯·尼古拉斯（James Nicholas），85歲，美國整形外科醫生和三支NFL球隊的醫生。[144]
- 伊斯特萬·帕爾菲（István Pálfi），39歲，匈牙利歐洲議會議員。[145]
- 魯珀特·波爾（Rupert Pole），87歲，美國演員，護林員，重婚者阿納伊斯·寧（Anaïs Nin）的共同丈夫。[146]
- 弗朗西斯·羅斯（Francis Rose），84歲，英國植物學家。[147]
- 安德列·魯蘭（Andrée Ruellan），101歲，美國畫家。[148]
- 阿裡雷扎·沙普爾·沙赫巴茲（Alireza Shapour Shahbazi），63歲，伊朗考古學家，胃癌。[149]
- 安德魯·薩杜斯（Andrew Sudduth），44歲，美國賽艇運動員，曾獲得奧運會銀牌，胰腺癌。[150]

### 16日
- 沃爾特·比納吉，87歲，阿根廷國際民航組織理事會主席。[151]
- 賓夕法尼亞大學（University of Pennsylvania）69歲的美國考古學家基思·德弗里斯（Keith DeVries）發掘了戈迪翁。[152]
- 凱文·休斯（Kevin Hughes），53歲，英國工黨議員，唐卡斯特北部，運動神經元疾病。[153]
- Bob Orton， Sr.，76歲，美國職業摔跤手，心臟病發作。[154]
- Destiny Norton，5歲，美國兒童，被謀殺。[155]
- Ossi Reichert，80歲，德國高山滑雪運動員，1956年奧運會冠軍。[156]
- 溫思羅普·保羅·洛克菲勒，57歲，美國億萬富翁，自1996年起擔任阿肯色州副州長，骨髓增生性疾病。[157][158]
- 瑪拉基·湯普森（Malachi Thompson），56歲，美國爵士小號手，淋巴瘤。[159]

### 17日
- 江橋節郎，83歲，日本生理學家。[160]
- 蓋倫·費斯（Galen Fiss），75歲，美國克利夫蘭布朗隊後衛。[161]
- Keith LeClair，40歲，美國大學棒球教練，盧·賈里格病。[162]
- 芭芭拉·利布裡奇（Barbara Liebrich），83歲，美國棒球運動員（AAGPBL）。[163]
- 羅伯特·瑪律迪安，82歲，美國共和黨官員，理查·尼克鬆的律師，水門事件醜聞中的人物，肺癌。[164]
- 山姆·邁爾斯（Sam Myers），70歲，美國藍調音樂家，曾與他的樂隊火箭隊（the Rockets）一起獲得九項W.C.漢迪獎（W.C. Handy Awards），喉癌。[165]
- 米奇·斯皮蘭（Mickey Spillane），88歲，美國作家，邁克·哈默（Mike Hammer）偵探小說的創作者，胰腺癌。[166]
- Reg Turnbull，98歲，澳大利亞政治家。[167]

### 18日
- 勞爾·科爾特斯（Raul Cortez），73歲，巴西演員，胰腺癌。[168]
- 亨利·休斯（Henry Hewes），89歲，美國《星期六評論》戲劇評論家和最佳戲劇編輯（1960-1964）。[169]
- 吉米·利德貝特（Jimmy Leadbetter），78歲，蘇格蘭伊普斯維奇鎮足球運動員。[170]
- 大衛·馬婁尼（David Maloney），72歲，英國電視導演兼製片人，曾執導《神秘博士》和《布萊克7》。[171]
- 詹姆斯·門特爵士，84歲，英國物理學家。[172]
- V. P. Sathyan，41歲，印度足球運動員，印度國家足球隊隊長，自殺。[173]

### 19日
- Pascal Renwick，51歲，法國配音演員
- 派特·大衛（Pat Davey），93歲，澳大利亞足球運動員（里士滿）。[174]
- 山姆·尼利（Sam Neely），58歲，美國創作歌手。[175]
- 傑克·沃登（Jack Warden），85歲，美國演員（《天堂可以等待》，《洗髮水》，《12個憤怒的男人》），艾美獎得主（1972年），心腎衰竭。[176]
- 乔治·韦瑟里尔，80歲，美國天體物理學家，美國國家科學獎章獲得者。[177]
- 圖迪·威金斯（Tudi Wiggins），70歲，加拿大出生的肥皂劇演員，癌症。[178]

### 20日
- 烏戈·阿塔爾迪，83歲，義大利畫家、雕塑家和作家。[179]
- 查理斯·貝特爾海姆，92歲，法國馬克思主義經濟學家和歷史學家。[180]
- 羅伯特·康思韋特（Robert Cornthwaite），89歲，美國角色演員（《異世界之物》）。[181]
- 帕特·邓恩（Paddy Dunne），77歲，愛爾蘭政治家，都柏林市長（1975-1976）和參議員。[182]
- 特德·格蘭特（Ted Grant），93歲，南非裔英國托洛茨基主義政治家。[183]
- 布蘭登·赫德里克（Brandon Hedrick），27歲，美國被定罪的殺人犯和強姦犯，被電椅處決。[184]
- 林金山，89歲，新加坡政治家，新加坡內閣部長。[185]
- 弗蘭克·納巴羅（Frank Nabarro），90歲，出生於英國的南非物理學家，是固態物理學的先驅。[186]
- Harry Olivieri，90歲，美國餐館老闆，費城芝士牛排的共同發明者，Pat's King of Steaks芝士牛排商場的聯合創始人。[187]
- 熱拉爾·歐里（Gérard Oury），87歲，法國演員、編劇和電影導演。[188]

### 21日
- 岩松信，72歲，日裔美國電影、電視和百老匯演員，食道癌。[189]
- Ta Mok，80歲，柬埔寨軍事首領，紅色高棉指揮官。[190]
- J·麥迪森·賴特·莫裡斯，21歲，美國童星，心臟病發作。[191]
- 亞歷山大·別特連科，30歲，俄羅斯國際籃球運動員，交通事故。[192]
- Gianmario Roveraro，70歲，義大利銀行家，Akros Finanziaria創始人，謀殺案。[193]
- 伯特·斯萊特（Bert Slater），70歲，蘇格蘭足球運動員。[194]

### 22日
- 希瑟·布拉頓（Heather Bratton），19歲，美國模特，交通事故。[195]
- 唐納德·里德·卡布拉爾，83歲，多明尼加政治家和律師，多明尼加共和國外交部長。[119]
- 何塞·安東尼奧·德爾加多（José Antonio Delgado），41歲，委內瑞拉登山家，第一位登山時登上珠穆朗瑪峰的委內瑞拉人。[196]
- Gianfrancesco Guarnieri，71歲，義大利裔巴西演員，腎病併發症。[197]
- 傑西·梅·亨普希爾（Jessie Mae Hemphill），82歲，美國屢獲殊榮的藍調音樂家，感染併發症。[198]
- 湯瑪斯·曼頓（Thomas J. Manton），73歲，美國紐約皇后區民主黨長期領袖，前美國眾議員（1985-99），前列腺癌。[199]
- 迪卡·紐林（Dika Newlin），82歲，美國音樂家和音樂學家，阿諾德·勛伯格（Arnold Schoenberg）的學者。[200]
- 查理斯·諾克斯·羅賓遜三世，74歲，美國演員，因帕金森病併發症。
- 詹姆斯·韋斯特（James E. West），55歲，美國政治家，華盛頓州斯波坎市市長，結直腸癌。[201]
- 羅素·約克（Russell J. York），84歲，美國二戰老兵，赫特根森林之戰的英雄。[202]

### 23日
- Charles E. Brady， Jr.，54歲，美國前宇航員。[203]
- 讓-保羅·德斯賓斯（Jean-Paul Desbiens），79歲，法裔加拿大作家，Les insolences du Frère Untel，心臟病發作。[204]
- 詹姆斯·卡蘭·格雷厄姆（James Callan Graham），91歲，美國律師和政治家。[205]
- 弗農·格蘭特（Vernon Grant），71歲，美國漫畫家。[206]
- 貝斯比·福爾摩斯（Besby Holmes），88歲，美國空軍戰鬥機飛行員，參與殺死山本海軍上將的空襲行動。[207][208]
- 約翰·麥克（John Mack），78歲，美國雙簧管演奏家，腦癌併發症。[209]
- 弗雷德里克·莫斯特勒（Frederick Mosteller），89歲，美國哈佛大學統計學教授，統計學系創始主席，敗血症。[210]
- 特倫斯·奧特韋（Terence Otway），92歲，英國士兵，諾曼底登陸日襲擊梅維爾炮台的指揮官。[211]

### 24日
- 揚卡·布萊爾（Janka Bryl），89歲，白俄羅斯作家。[212]
- 海因里希·霍萊塞（Heinrich Hollreiser），93歲，德國指揮家。[213]
- 比爾·朗（Bill Long），88歲，加拿大冰球教練。[214]
- 萊昂·莫裡斯（Leon Morris），92歲，澳大利亞神學家。[215]

### 25日
- 卡爾·布拉希爾（Carl Brashear），75歲，美國第一位黑人美國海軍潛水夫，由小古巴·古丁（Cuba Gooding Jr.）在電影《榮譽之士》中飾演，心力衰竭。[216]
- 埃茲拉·弗萊舍（Ezra Fleischer），78歲，羅馬尼亞出生的以色列詩人，以色列獎獲得者，希伯來大學教授。[217]
- Hani Mohsin Hanafi，41歲，馬來西亞演員和電視遊戲節目主持人，心臟病發作。[218]
- 阿爾多·諾塔里，74歲，國際棒球聯合會義大利主席。[219]
- 米爾德里德·里德爾斯德爾，92歲，英國公務員。[220]
- 鮑勃·辛普森（Bob Simpson），61歲，英國退休的BBC高級記者。[221]

### 26日
- 弗洛德·迪克森（Floyd Dixon），77歲，美國R&B鋼琴家，腎衰竭。[222]
- 文森特·富勒（Vincent J. Fuller），75歲，美國律師，曾為小約翰·欣克利（John Hinckley， Jr.）辯護，肺癌。[223]
- 傑西·吉伯特（Jessie Gilbert），19歲，英國國際象棋選手，最年輕的女子世界業餘錦標賽冠軍，摔倒。[224]
- 羅爾夫·亞瑟·漢森（Rolf Arthur Hansen），86歲，挪威政府部長。[225]
- 以色列國防軍少校羅伊·克萊因（Roi Klein）獲得勇氣勳章。[226]
- 達雷爾·馬蒂尼（Darrell Martinie），63歲，美國占星家，被稱為“宇宙鬆餅”，癌症。[227]
- 塔蒂亞娜·馮·梅特涅公主，91歲，俄羅斯出生的德國貴族，二戰日記作家和藝術贊助人。[228]

### 27日
- 瑪麗安·馬哈菲（Maryann Mahaffey），81歲，美國底特律市議會議員，白血病。[229]
- 查理斯·米爾斯爵士，91歲，英國海軍上將。[230]
- 卡洛斯·羅克（Carlos Roque），70歲，葡萄牙漫畫家。[231]
- 亞歷山德魯·薩夫蘭（Alexandru Șafran），95歲，羅馬尼亞和瑞士拉比，羅馬尼亞首席拉比，在第二次世界大戰期間試圖阻止親納粹政權驅逐猶太人。[232][233]
- 伊莉莎白·沃爾克曼（Elisabeth Volkmann），70歲，德國女演員，瑪吉·辛普森（Marge Simpson）的德語配音。[234]
- Johnny Weissmuller Jr.，65歲，美國演員，Johnny Weissmuller的兒子，肝癌。[235]
- 58歲的奈及利亞政治家Funsho Williams被勒死。[236]

### 28日
- 派翠克·艾倫（Patrick Allen），79歲，英國演員。[237]
- 魯特·勃蘭特，86歲，挪威抵抗戰士，德國前總理威利·勃蘭特的第二任妻子。[238]
- 奈傑爾·考克斯（Nigel Cox），55歲，紐西蘭小說家，癌症。[239]
- 阿卜杜拉·伊薩克·迪羅（Abdallah Isaaq Deerow），56歲，索馬里政治家，索馬里憲法和聯邦制部長，被槍殺。[240]
- 哈羅德·埃納森（Harold Enarson），87歲，美國學者，俄亥俄州立大學校長（1972-1981），解僱了足球教練伍迪·海耶斯（Woody Hayes），腦積水。[241]
- 大衛·傑梅爾（David Gemmell），57歲，英國奇幻小說家。[242][243]
- 喬爾·赫格佩斯（Joel Hedgpeth），94歲，美國海洋生物學家和加州環保活動家。[244]
- 理查·莫克，61歲，美國畫家、雕塑家和社論漫畫家。[245]
- 塞普·史密斯，94歲，英格蘭萊斯特城足球運動員，在世最年長的英格蘭國腳。[246]
- 比利·沃爾什（Billy Walsh），85歲，愛爾蘭曼城足球運動員和格裡姆斯比鎮經理，曾為愛爾蘭隊FAI XI和IFA XI以及紐西蘭隊踢過國際足球。[247]

### 29日
- 哈尼·阿維詹（Hani Awijan），29歲，巴勒斯坦伊斯蘭聖戰組織軍事派別聖城旅的巴勒斯坦領導人，在約旦河西岸納布盧斯，槍傷。[248]
- Guido Daccò，63歲，義大利賽車手，曾參加Formula 3000，勒芒24小時耐力賽和冠軍賽車。[249]
- 何塞·洛佩斯·羅薩里奧，30歲，波多黎各毒販。[250]
- 讓·貝克·米勒（Jean Baker Miller），78歲，美國精神病學家。[251]
- 詹姆斯·奧林，86歲，美國政治家，美國眾議院議員（1982-1992）。[252]
- 皮埃爾·維達爾-納凱（Pierre Vidal-Naquet），76歲，法國歷史學家和活動家，腦出血。[253]

### 30日
- 杜伊古·阿塞納（Duygu Asena），60歲，土耳其作家和民權宣導者，腦瘤。[254]
- Al Balding，82歲，加拿大高爾夫球手，癌症。[255]
- 默里·布克钦（Murray Bookchin），85歲，美國作家，心力衰竭。[256]
- 菲力浦·達西·哈特（Philip D'Arcy Hart），106歲，英國醫學研究員。[257]
- Anthony Galla-Rini，102歲，美國音樂會手風琴家，心力衰竭。[258]
- 阿克巴爾·穆罕默德（Akbar Mohammadi），37歲，伊朗學生持不同政見者，絕食和酷刑后心臟病發作。[259]
- 兹德拉夫科·拉伊科夫（Zdravko Rajkov），78歲，塞爾維亞足球運動員和經理。[260]

### 31日
- 杜加爾德·克裡斯蒂（Dugald Christie），65歲，加拿大律師，為公平獲得法律服務而奮鬥，交通事故。[261]
- 西蒙·埃切維里亞（Simón Echeverría），34歲，智利唱片製作人，胰腺癌。[262]
- 保羅·艾爾斯（Paul Eells），70歲，美國體育解說員，阿肯色州剃刀隊（Arkansas Razorbacks）足球和籃球廣播電視配音，交通事故。[263]
- 馬里奧·福斯蒂內利（Mario Faustinelli），81歲，義大利漫畫家。[264]
- Frederick Kilgour，92歲，美國圖書館員，OCLC 在線電腦圖書館中心創始人。[265][266]